# KwaGuqa
KwaGuqa ist eine Stadt in der südafrikanischen Provinz Mpumalanga. Sie liegt in der Gemeinde Emalahleni im Distrikt Nkangala.

## Geographie
2011 hatte KwaGuqa 130.920 Einwohner und damit mehr als der nur wenig östlich liegende Zentralort eMalahleni (ehemals Witbank). Der Ort besteht aus zwei separaten Siedlungsgebieten. 2011 waren rund 97 Prozent der Bewohner KwaGuqas Schwarze; 47 Prozent der Bewohner gaben als Muttersprache isiZulu an, etwa 18 Prozent Sepedi.

## Geschichte
KwaGuqa wurde als Township für schwarze Südafrikaner errichtet, die als billige Arbeitskräfte in den Kohlebergwerken um das damalige Witbank gebraucht wurden.

## Wirtschaft und Verkehr
Unmittelbar südlich von KwaGuqa verläuft in West-Ost-Richtung die N4, die Teil des Trans-Kalahari-Highway ist. Etwa parallel dazu liegt die R104, die wie die N4 eMalahleni mit Bronkhorstspruit im Westen verbindet.

## Persönlichkeiten
- Hugh Masekela (1939–2018), Jazzmusiker, wuchs in KwaGuqa auf